# مقیاس رتبه‌بندی
مقیاس رتبه‌بندی (به انگلیسی: Rank scale) توسط مایکل هلیدی (۱۳ آوریل ۱۹۲۵–۱۵ آوریل ۲۰۱۸) زبان‌شناس بریتانیایی مقیم استرالیا ایجاد شد. این مقیاس با دستور زبان نقش‌گرای نظام‌بنیاد ارتباط دارد، مکتب، نظریه و توصیف زبان‌شناسی که خود آغازگر آن است.
بر… اساس این نظریه، «سیستم‌ها» یک ویژگی اصلی سازماندهی دستور زبان هستند و هر «سیستم» در یک رتبه خاص ایجاد می‌شود: بند، عبارت، گروه و مجموعه‌های مرتبط با آنها.